# Tripleville
Tripleville település Franciaországban, Loir-et-Cher megyében. Lakosainak száma 176 fő (2018. január 1.). Tripleville Binas, Membrolles, Beauce-la-Romaine, Prénouvellon, Verdes és Ouzouer-le-Marché községekkel határos.

## Népesség
A település népessége az elmúlt években az alábbi módon változott:
| Lakosok száma | 206  | 177  | 135  | 126  | 130  | 140  | 155  | 165  | 174  | 176  |
|               | 1962 | 1968 | 1982 | 1990 | 1999 | 2008 | 2011 | 2013 | 2017 | 2018 |